# 加藤政峯
加藤 政峯（かとう まさみね、享保3年（1718年） - 宝暦13年8月28日（1763年10月5日））は、江戸時代の武士、旗本。通称は采女、小左衛門。溝口勝興の四男。加藤秀邦の養子になった。養子に加藤正顕（平岡資模二男）がいる。
宝暦8年（1758年）、加藤家の遺跡を継ぐ。宝暦9年（1759年）西の丸の書院番となったが、宝暦11年（1761年）辞す。宝暦13年（1763年）8月28日死亡。享年46歳。